# 马茨陨击坑

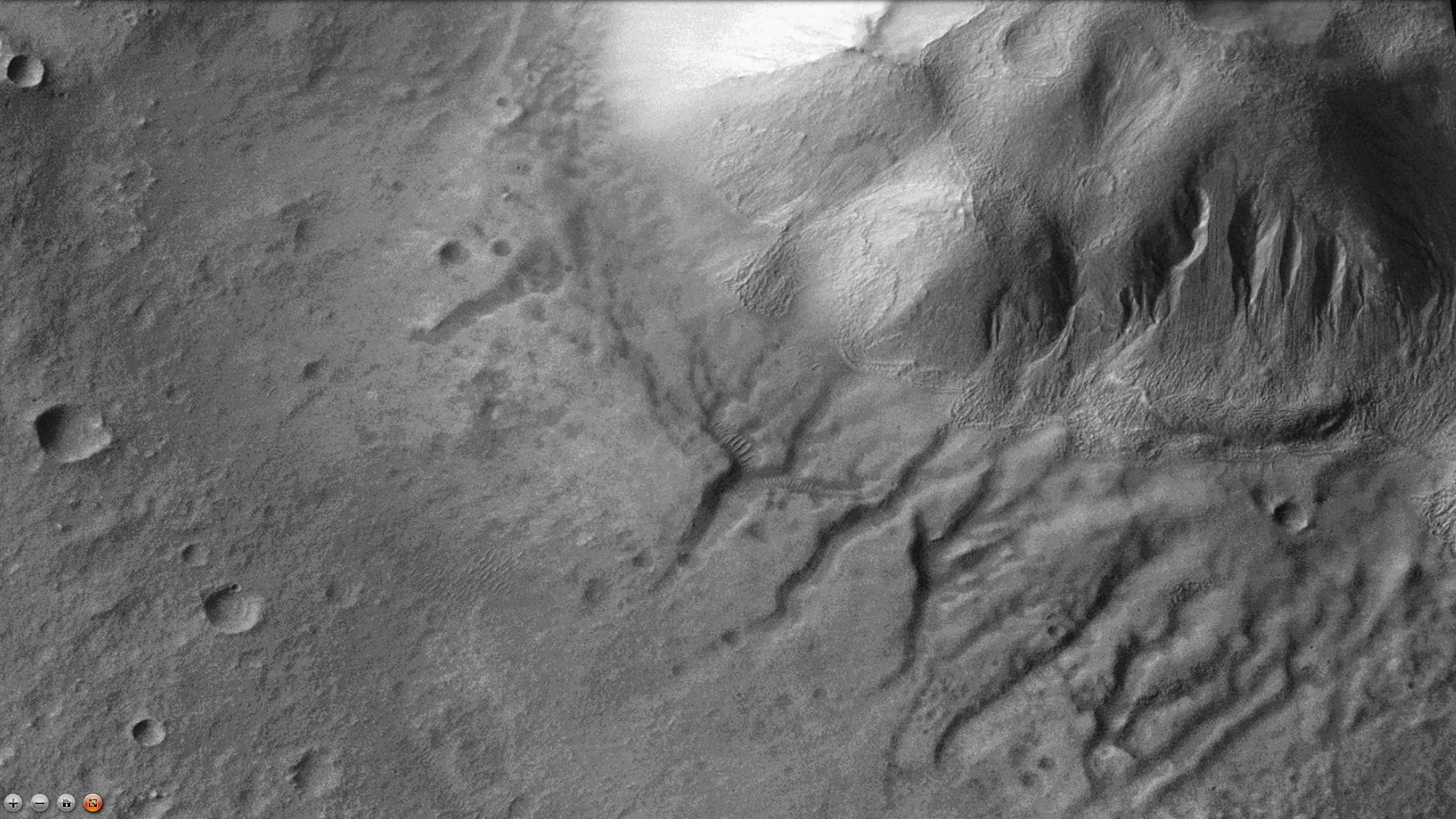
火星勘测轨道飞行器背景相机显示的马茨陨击坑中央丘上的冲沟，注：这是前一幅图像的放大版。

马茨陨击坑（Martz）是火星埃里达尼亚区的一座撞击坑，就坐落在巨大的撞击盆地希腊平原东面，其中心坐标位于南纬35.3度、西经215.9度处，直径约97公里，该特征取名自美国物理学家暨天文学家埃德温·马茨（1916年-1967年），1973年被国际天文联合会行星系统命名工作组批准接受。

## 另请查看
- 火星撞击坑